# Danger Crue Records
Danger Crue Records es una compañía discográfica independiente de Japón ubicada en  Tokio. Fue fundada en el año 1981.

## Bandas pertenecientes al sello
- 44MAGNUM
- acid android
- Blaze
- BUG
- CREATURE CREATURE
- D'ERLANGER (1989, now on Cutting Edge)
- DEAD END
- DIV
- Die in Cries
- Earthshaker
- Girugamesh
- ken
- L'Arc~en~Ciel (1992-1993, now on Ki/oon Records)
- Lions Heads
- MUCC (on sub-label Shu)
- NANIWA EXP
- Ra:IN
- REACTION
- ROACH
- Sid (2003-2008, now on Ki/oon Records)
- SOLID
- SONS OF ALL PUSSYS
- Spiv states
- Velvet Spider
- Zoro (banda)
- Diaura